# Neoteosofi
Udtrykket Neoteosofi var oprindelig et nedsættende udtryk, der refererede til bøger skrevet af Annie Besant og Charles Webster Leadbeater om Teosofi, efter at den betydningsfulde medgrundlægger Helena Petrovna Blavatsky var død i 1891. Dette materiale adskilte sig på en del områder fra Blavatskys skriftlige materialer, og blev af mange opfattet som værende et tab eller en forvrængning af den oprindelige læres udgangspunkt.
Udtrykket blev fremsat af Ferdinand T. Brooks omkring 1912 i en bog som hed Neo Theosophy Exposed, som var den anden del af en tidligere bog, der hed The Theosophical Society and its Esoteric Bogeydom.
Omkring 1924, publicerede Margaret Thomas en bog som hed Theosophy Versus Neo-Theosophy. Denne bog er nu tilgængelig på Internettet i engelsk original udgave , og repræsenterer en detaljeret og kritisk sammenligning mellem Blavatskys Teosofi og Neo-Teosofi.

## Forskelle mellem de Teosofiske forfattere

### H. P. Blavatsky vs. C. W. Leadbeater og Annie Besant
Fra flere sider siges, der at være klare forskelle i opfattelsen af læren mellem H. P. Blavatsky på den ene side og C. W. Leadbeater og Annie Besant på den anden side. Især, hvis man ser på området om hvad der sker efter døden og reinkarnationstanken. Den enkelte bør selvfølgelig selv dømme i sagen.

Fra referencerne ovenfor angives eksempler på følgende forskelle. En betegnelse kaldet Kausallegemet er hos Annie
Besant og Leadbeater tilhørende det som teosoffer kalder Højere Manas
bevidsthedsniveauet. Hos H. P. Blavatsky er det refereret til at være Manas-Buddhi bevidsthedsniveauet, der indebærer et
højere bevidsthedsniveau. Den rolle Planeten Mars tildeles af C. W. Leadbeaters i den teosofiske kosmologi er forskellig
fra den H. P. Blavatsky tillægger den. Disse påstande fra C. W. Leadbeater og Annie Besant kom efter H. P. Blavatskys død i 1891.
Yderligere sagde H. P. Blavatsky at den person de Kristne kalder Jesus blev født ca. 120 fvt. C. W. Leadbeater
påstod efter at H. P. Blavatsky var død at det skete år 105 fvt. uden at han nærmere redegør for denne forskel i opfattelse. 

Der nævnes flere andre forskelle.

### G. R. S. Mead om H. P. Blavatsky vs. C. W. Leadbeater og Annie Besant
Teosoffen G. R. S. Mead var også meget kritisk overfor de clairvoyante udforskninger foretaget af Besant og
Leadbeater. Han var meget Blavatsky loyal , og brugte også udtrykket Neo-Teosofi
ved omtale af Besants bevægelse. Hen mente, at "Teosofi" betød visdom-elementet i de store religioner og filosofier i verden . G. R. S. Mead, der blev Teosof i 1884 var
H. P. Blavatskys personlige sekretær i perioden 1889-1891 ind til hendes død.

### Alice A. Bailey om H. P. Blavatsky vs. C. W. Leadbeater og Annie Besant
Alice A. Bailey der selv tillægges rollen som Neo-teosof kritiserede Annie Besant og kaldte hendes teosofi for ny teosofi, og hendes egen for at være i tråd med H. P. Blavatskys lære.
Fra Alice A. Baileys "En ufuldendt selvbiografi" har vi følgende:
"Der blev publiceret bøger i Adyar af Hr. Leadbeater [171], som var psykiske i deres implikationer og umulige at verificere, med en stærk undertone af astralisme. En af hans større værker, Man: Whence, How and Whither, var en bog som overfor mig beviste det grundlæggende utroværdige i hvad han skrev. Det er en bog, som beskriver fremtidens Hierarki [af Mestre], og det besynderlige og blokerende for mig var, at majoriteten af de folk, der var fastlagt til at få høje embeder i Hierarkiet og i den fremtidige kommende civilisation var alle Hr. Leadbeaters personlige venner. Jeg kendte nogle af disse mennesker – værdige, venlige, og middelmådige, ingen af dem intellektuelle giganter og de fleste af dem fuldstændig uvigtige".... "mine øjne blev åbnet op overfor frugtesløsheden og ubrugeligheden af en sådan slags litteratur." 

## Annie Besants svar på kritikken
Annie Besant skrev som respons til kritikken fra 1912 i bøger som Neo Theosophy Exposed af F. T. Brooks, at den eneste
reelle forskel mellem hende selv og H. P. Blavatsky
i forbindelse med ankomsten af "den næste store Lærer" var at "hun puttede ankomsten måske et halvt århundrede senere
end jeg gør. Hvem af os, der har ret kan kun tiden vise." 

## Grupper indenfor Neo-Teosofien og dens proces
Senere, blev udtrykket Neo-teosofi brugt udenfor Teosofiske cirkler som reference til de grupper, der blev etableret af tidligere Teosoffer, så vel som de grupper der lånte meget af deres centrale lære fra H. P. Blavatskys Teosofi.
Men også til de grupper, der delvist hentede deres teosofiske lære fra H. P. Blavatsky, men som ikke havde H. P. Blavatskys lære som hovedfokus.
I hans bog Religious and Spiritual Groups in Modern America fra 1973 refererer professor Robert S. Ellwood,
ukritisk til de organisationer, som var blevet etableret af tidligere Teosoffer som "degenerering af Teosofi" og
inkluderede i sin undersøgelse af dem, Neo-Gnostiske grupper og Neo-Rosenkreuzer grupper [...]
Antroposofien af Rudolf Steiner, [...]
Alice Bailey's grupper, (Guy Ballard's) " I AM Activity", og Max Heindel's
Rosicrucianism. I en senere bog tilføjede professor Ellwood
Jiddu Krishnamurti til sin liste af religiøse lærere, som havde ideer, der kunne spores tilbage til
Blavatskys Teosofi (i dette tilfælde via Besant).
Han sagde yderligere, at
Alice Bailey (1880 – 1949), grundlægger Arcane School og Fuldmåne Meditations Grupperne, og Guy Ballard (1878 – 1930), ved sin "I AM" Bevægelse er repræsentanter for de som baserer deres nye og specielle kommunikationer på Teosofiske Mestre. 
Forfatteren Daryl S. Paulson associerer "Neo-teosofi" på en ikke-kritisk måde med Alice A. Bailey. 
Det kan især siges, at "Neo-teosofi'en" har udøvet meget stærk indflydelse på New Age metafysikken og moderne
esoteriske tankegange. Alice A. Bailey kan siges at stå bag det forhold at udtrykket "New Age" kom
på landkortet i international sammenhæng.
Et samtidigt eksempel på en prominent Neo-Teosof er Benjamin Creme.

## Neo-Teosofiens betydning for Teosofien
Der er mange forskellige opfattelser, af hvad de forskellige gruppers mere eller mindre afvigelser fra hinandens
læresystemer skal tillægges af betydning og værdi. Dette gælder for både Teosoffer fra alle grupperne og andre grupper, samt
ikke-Teosoffer. Nogle Teosofiske grupper udveksler nærmest verbale sværdslag imellem hinanden for at overbevise
andre grupper om, at deres version at den teosofiske lære er værdifuld og ikke fyldt med de fejl som andre versioner har.
Det synes væsentligt i denne forbindelse at citere et brev fra Teosofiens tidlige dage, hvor omtrent alle Teosofiens
grundlæggere levede endnu. Brevet blev skrevet i omkring december 1887,
og tillægges af nogle til at være skrevet af H. P. Blavatsky og den mindre kendte Teosof Richard Harte fra New York.
Brevets titel er: "TIL ÆRKEBISKOPPEN AF CANTERBURY, HILSNER!"
Et mindre uddrag af brevet på cirka femten sider:
Vi Teosoffer er af den opfattelse, at religion er en naturlig hændelse i menneskets liv på hans nuværende stadie af udvikling; og selv om, i sjældne tilfælde, at enkelte personer kan blive født uden religiøse følelser, så må et samfund have en religion, det vil sige, et forenende bånd- der forhindrer social forrådnelse og materiel opslugthed. Men mener, at intet religiøst system kan være mere end et forsøg på at fremstille store kosmiske og åndelige sandheder i forhold til vores nuværende begrænsede forståelse, i form af jordiske oplevelser, som vores nuværende bevidsthedstilstand kun vagt kan sanse, snarere end reelt opfatte og forstå; og en åbenbaring, hvis det er i stand til at åbenbare noget som helst, må nødvendigvis være i overensstemmelse med vores jordbundne menneskelige intellekts behov. Efter vores vurdering, så er det derfor sådan, at ingen religion kan være absolut sand, og ingen kan være absolut falsk. En religion er sand proportionalt med den grad den supplerer de spirituelle, moralske og intellektuelle behov for dens tid, og hjælper med udviklingen af menneskeheden i på disse områder. Den er i falsk proportion i det omfang den hindrer denne udvikling, og hvor den modarbejder den åndelige, moralske og intellektuelle del af menneskets natur."
På den baggrund kan den enkelte jo selv drage sine konklusioner, hvad de så måtte være.

## Eksterne links
Engelske:
- Theosophy – Lesson 2, The History of the Theosophical Society Arkiveret 24. marts 2008 hos  Wayback Machine – brief neutral reference to Neo-Theoosphy
- Theosophy Versus Neo-Theosophy – online version of Margaret Thomas's book.

Norsk/Engelsk:
- Alice Bailey. Frimurerne og frimureri. Frimurerorden, teosofi symboler, ritualer, traditioner og budskap Arkiveret 27. december 2007 hos  Wayback Machine -